# Pittore di Bellerofonte
Pittore di Bellerofonte (fl. 630 a. C. / 600 a. C.) è il nome convenzionale col quale si identifica un ceramografo attico.

## Attività
Al Pittore di Bellerofonte si attribuiscono, appunto, le raffigurazioni di Bellerofonte su un lato di due anfore catalogate nel Museo Nazionale di Atene coi numeri di 16389 e 16391. Sui lati opposti di ambedue i vasi è raffigurata la chimera. La tecnica utilizzata è quella delle figure nere; le opere eponime risalgono al primo decennio del VII secolo a.C. e sono caratterizzate dall'estendersi anche sul collo del vaso, tuttavia all'estensione delle figure non è sostenuta da una adeguata robustezza di disegno.